# Machineris
Los machineris son un pueblo indígena de Brasil, Bolivia y Perú. En Bolivia, los machineris viven a lo largo del río Acre. En Brasil, viven mayormente en el territorio indígena Mamoadate, aunque algunos también viven en la reserva estractivista Chico Mendes, ambas en el estado de Acre. Su área de asentamiento se superpone con la de los yaminahuas. 
Otros nombres con los que son conocidos son: machineres manchineres, manchineris, manitenéres, manitenerís y maxinéris.

## Lengua
Los machineris hablan el idioma machineri, que pertenece al grupo piro y es parte de la familia maipureana del sur de las lenguas arahuacas. Se lo escribe en caracteres latinos. La Biblia fue traducida al machineri en 1960. Es lenguaje es altamente similar al idioma yine. La mayoría de ellos habla o entiende español y portugués.

## Historia
Llegaron a su hábitat actual hace 2500-5000 años. El explorador del siglo XIX Antonio Loureiro identificó a gente machineri en las proximidades de ríos Macauã y Caiaté en 1880. Se les consideraba relacionada o un subconjunto de la etnia peruana piro. Según los relatos orales de los manchineris, esta etnia antes del contacto masivo con los blancos, especialmente los extractores de látex, se dividió en muchos subgrupos o clanes: Manchineri, Hijiuitane, Uinegeri, Cuchixineri, Hahamlineri e Iamhageri. Con las cada vez más frecuentes presiones y masacres llevadas a cabo por embarcadores, comerciantes y extractores, las migraciones tuvieron lugar principalmente en dos direcciones: de Perú a Brasil y del río Amazonas a Bolivia. Luego fueron utilizados como guías en los bosques por los extractores de caucho y, más tarde, con la fuerte disminución de los precios de la materia prima, también se utilizaron como fuerza laboral, es decir, como extractores y transportadores. Sin embargo, los conflictos entre los extractores y los manchineris se volvieron cada vez más amargos con las primeras intenciones en la destrucción de las aldeas y las malocas (chozas) de los manchineris. En 1975 la FUNAI optó por el traslado de los miembros del grupo al territorio indígena oficialmente reconocido de Mamoadate, donde los manchineris viven juntos en paz con los yaminahuas.

## Economía y subsistencia
Intentan preservar las tradiciones. Los machineris cazan, pescan y cultivan utilizando el método de tala y quema. Cultivan maíz, mandioca, arroz, papaya, maní, calabaza, caña de azúcar y batata. Los hombres cuidan la caza, la pesca y la agricultura, mientras que las mujeres siembran algodón y hierbas con fines médicos. También cosechan y venden las nueces de Brasil.
En Bolivia unos 450 machineris viven en la comunidad San Miguel del municipio de Bolpebra en el departamento de Pando. La mayoría de ellos se han mudado de Brasil en los últimos 30 años, pero cruzan la frontera frecuentemente. Se asentaron a lo largo del río Tahamanu y de ríos tributarios de Acre. La población que se autorreconoció como machineri en el censo boliviano de 2001 fue de 15 personas. Este número aumentó a 52 en el censo de 2012. Su comunidad está afiliada a la organización de los pueblos indígenas de Pando, la Central Indígena de Pueblos Originarios de la Amazonía de Pando (CIPOAP).
En Brasil viven en el estado de Acre, en la frontera con Perú, en el territorio indígena Mamoadate (desde 1987, 3136 km²), en las orillas del río Yaco en el área de las comunidades Sena Madureira y Assis Brasil. En 1999 vivían 459 machineris. Hasta ahora, se han salvado de las invasiones. El cuidado de la salud y la educación están mal provistos por agencias gubernamentales y misioneros protestantes. Lo último conduce a conflictos entre conversos y no misionados.